# Suniopsidius multicoloratus
Suniopsidius multicoloratus is een keversoort uit de familie bladrolkevers (Attelabidae). De wetenschappelijke naam van de soort werd in 2005 gepubliceerd door Andrei Aleksandrovich Legalov in Legalov & Liu.